# 26
Glej tudi: število 26
26 (XXVI) je bilo navadno leto, ki se je po julijanskem koledarju začelo na torek.

## Dogodki
- Poncij Pilat postane prefekt Judeje.